# SN 2007la
SN 2007la – supernowa typu Ia odkryta 30 września 2007 roku w galaktyce A222954+0103. W momencie odkrycia miała maksymalną jasność 20,40m.